# Christiane Mercelis
Christiane Mercelis (Uccle, 5 ottobre 1931 – Uccle, 14 giugno 2024) è stata una tennista belga.

## Carriera
Si fece notare già a livello giovanile vincendo il singolare ragazze a Wimbledon 1949 sconfiggendo in finale la tennista di casa Susan Partridge.
Tra le adulte raggiunse i quarti di finale al Roland Garros 1957, dove fu sconfitta da Ann Haydon-Jones, mentre partecipò a diciotto edizioni consecutive di Wimbledon fermandosi in tre diverse occasioni al quarto turno.
Nel doppio femminile raggiunse i quarti di finale al Roland Garros nel 1959 e nel 1965 con due compagne diverse, vinse gli Internazionali d'Italia 1955 insieme a Patricia Ward e disputò tre finali a Monte Carlo senza riuscire a conquistare un titolo.
Fece parte della squadra belga di Fed Cup dal 1963 al 1969 ottenendo due vittorie e undici sconfitte.